# Discografia de Dany Grace
A discografia de Dany Grace compreende três álbuns oficiais e uma participação com Comunhão e Adoração no CD Vol. 5, mais de 100 mil cópias vendidas de seus álbuns, dois Discos de Ouro, sucessos como "Livre Acesso", "Na Hora Certa", "Me Ensina" e "Clama a Mim" em mais de 15 anos de carreira.

## Discografia
| Ano  | Álbum | Vendas     | Certificações |
| ---- | --- | ---------- | ------------- |
| 2008 | Na Hora Certa - Lançamento: 2008 - Formatos: CD, download digital - Gravadora: Graça Music                     | - : 50.000 | - ABPD: Ouro  |
| 2010 | Dependente - Lançamento: 2010 - Formatos: CD, download digital - Gravadora: Graça Music                        | - : 50.000 | - ABPD: Ouro  |
| 2014 | Filhos do Amor - Lançamento: 14 de novembro de 2014 - Formatos: CD, download digital - Gravadora: Independente | - : 5.000  |               |

## Participações
| Ano  | Álbum |
| ---- | --- |
| 2005 | Comunhão e Adoração Vol. 5 - Lançamento: 2005 - Formatos: CD, download digital - Gravadora: Aliança produções |